# Хвеки (станция метро)
«Хвеки» (кор. 회기역) — пересадочная наземная станция Сеульского метро на Первой (Кёнвон) и Кёнъи-Чунъанъ линиях. На станции установлены платформенные раздвижные двери.
Она представлена двумя платформамиː островной и боковой. Станция обслуживается корпорацией железных дорог Кореи (Korail). Расположена в квартале Хвикёнъ-дон района Тондэмунгу города Сеул (Республика Корея).
Пассажиропоток — на 1 линии 59 145 чел/день (на 2012 год).
Станция Хвехи была открыта 1 апреля 1980 года на уже действующем участке Первой линии Университет Кванвоон (119) — Сувон (Р155), введённым в эксплуатацию 15 августа 1974 года, между станциями Хвикёнъ (сейчас Университет иностранных языков Хангук 122) и Чхонънянъни (124). Линией Кёнъи-Чунъанъ станция обслуживается со времени её открытия 27 декабря 2014 года.
Поблизости расположены Сеульский университет, университет Kyunghee.